# Talatona
Talatona è una municipalità dell'Angola appartenente alla provincia di Luanda. Secondo il censimento del 2018 ha una popolazione di circa 500 000 abitanti.
Sorge nei pressi della capitale, a circa 17 km dal centro di Luanda in direzione sud, e fu progettata dal governo angolano negli anni '90 del XX secolo per accogliere una parte della popolazione di Luanda e ridurre il traffico nel centro cittadino. Edificata nella zona meridionale di Luanda, e ospita servizi amministrativi ed economici un tempo aventi sede nel centro della capitale. Fu popolata già dalla metà degli anni '90, ma il suo sviluppo vero e proprio iniziò nel 2002, dopo la fine della guerra civile angolana.
A Talatona sorge lo stadio nazionale 11 novembre.